# Асоціація футзалу Волині
Асоціація футзалу Волині — громадська організація, заснована 2008 року. Асоціація мініфутболу (футзалу) Волині здійснює контроль та управління футзалом у Волинській області.
Штаб-квартира — у Луцьку. Організація проводить регіональну першість та чемпіонат плей-оф серед чоловіків (що є відбірковим етапом Аматорської футзальної ліги України), кубок області, чемпіонати Волині серед дітей, жінок та ветеранів.

## Структура
- Голова Асоціації футзалу Волині — Дмитро Притулюк
- заступник голови АМФВ — Дмитро Медунецький
- заступник голови АМФВ — Дмитро Голоскоков
- спортивний директор АМФВ — Сергій Голоскоков

Керівники:
2008—2018 — Сергій Голоскоков;
2019—2022 — Руслан Корпош;
із 2022 — Дмитро Притулюк.

## Змагання

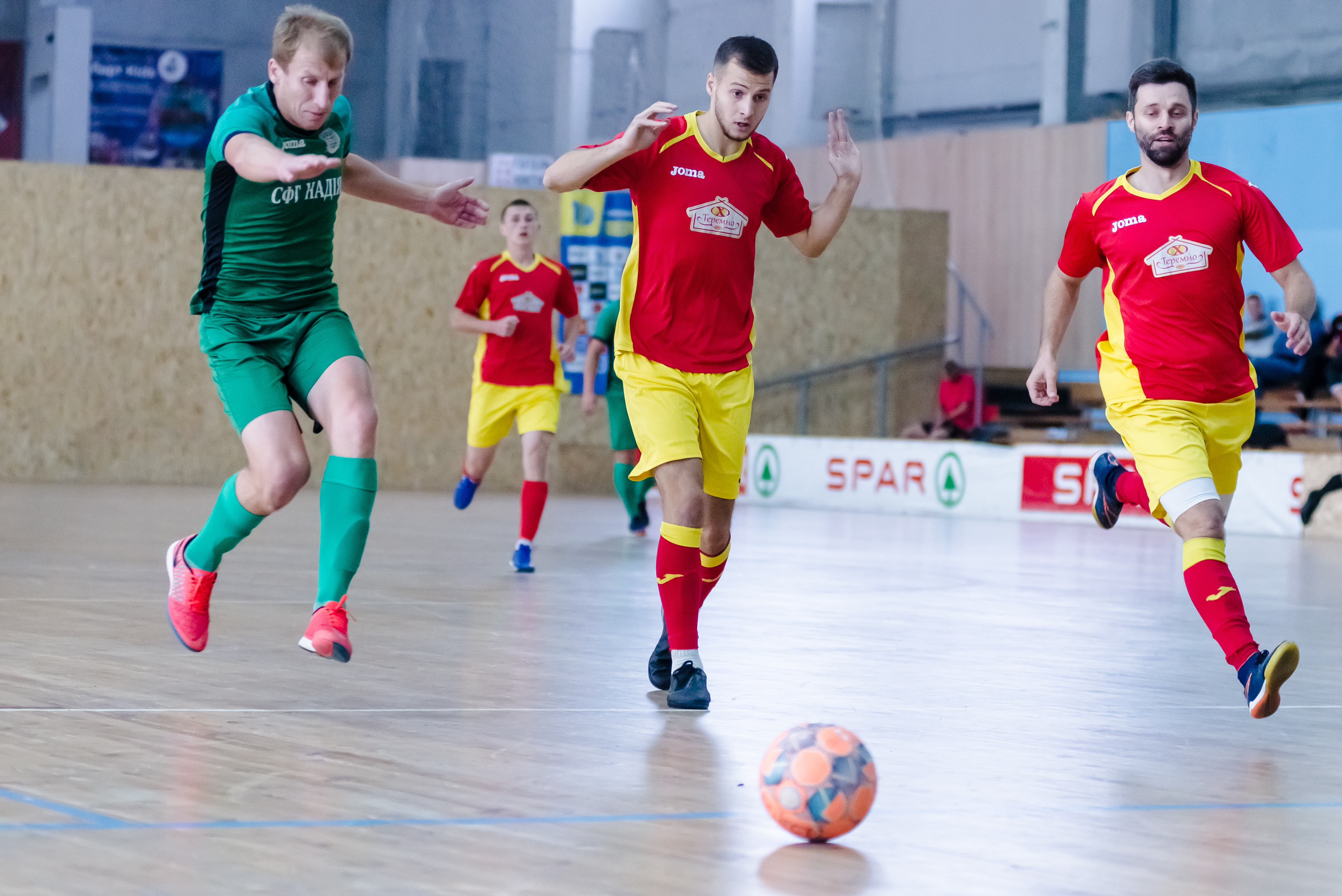

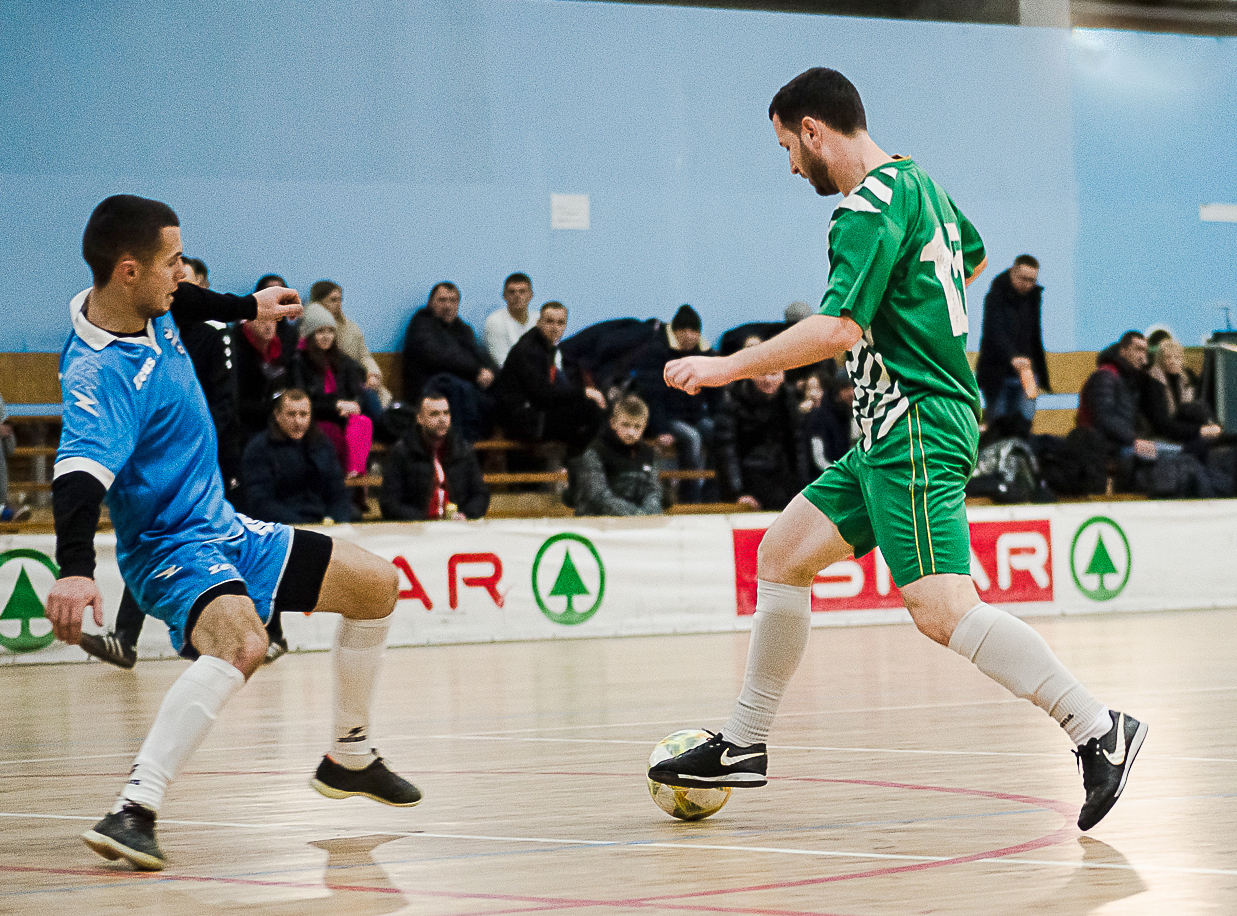

- Чемпіонат Волинської області серед чоловіків (Регулярна першість та плей-оф);
- Кубок Волині (перехідний для найкращих 16 команд поточного рейтингу);
- Кубок АМФВ;
- Кубок Прогресу;
- Кубок Мрії;
- Чемпіонат Волинської області серед дітей у вікових категоріях U-7, U-9, U-11, U-13, U-15;
- Чемпіонат Волинської області серед жінок;
- Чемпіонат Волинської області серед ветеранів 35+;
- Корпоративна ліга Волині;
- Всеукраїнський турнір «Кубок „Волинської газети“»;
- Рейтинговий турнір «Ярмарок футзалу»;
- Турнір «Різдвяна коляда»;
- Передсезонний турнір «Козацька звитяга».

#### - Сезон 2008—2009

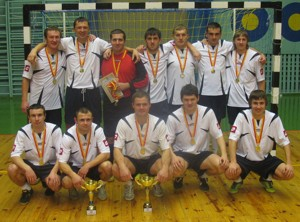

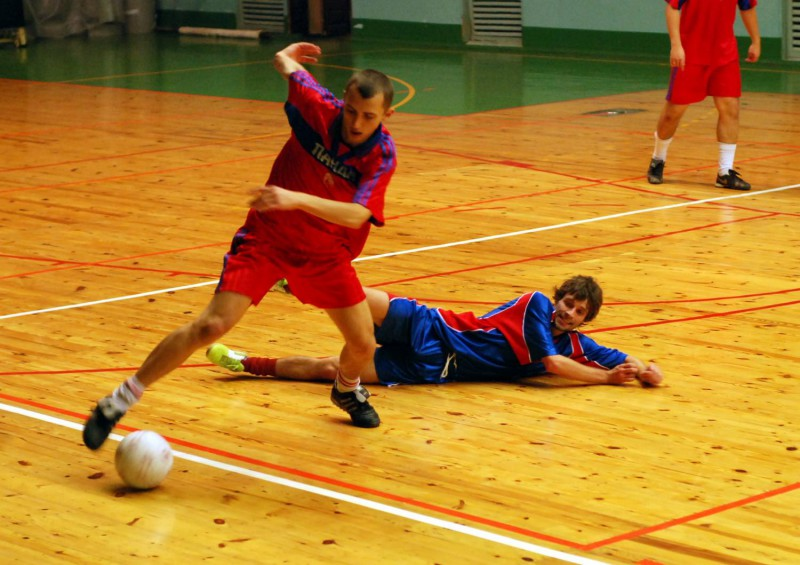

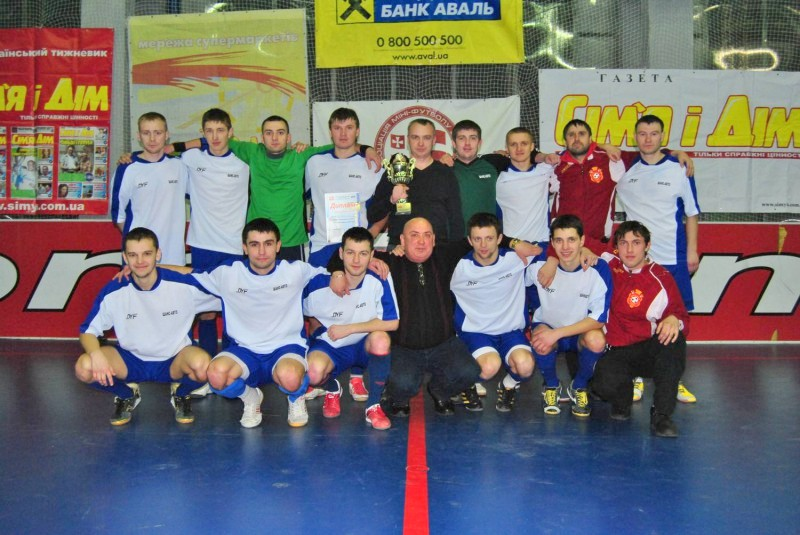

## Переможці чемпіонатів та кубка Волині

#### *** Сезон 2008—2009
1. «Вотранс-ЛСТМ» (Луцьк);
2. «Ніко» (Луцьк);
3. «Смак» (Луцьк).

*** Сезон 2009—2010
1. «Панда» (Луцьк);
2. «Фронт змін» (Луцьк);
3. «Вотранс-ЛСТМ» (Луцьк).

*** Сезон 2010—2011
1. «Шанс-Авто» (Ковель);
2. «Кристал» (Луцьк);
3. «Адреналін» (Луцьк).

Кубок: «Шанс-Авто» (Ковель).
*** Сезон 2011—2012
1. «Шанс-Авто» (Ковель);
2. «Вотранс-ЛСТМ» (Луцьк);
3. «Буран-Негабарит» (Ковель);

Кубок: «Буран-Негабарит» (Ковель).
*** Сезон 2012—2013
1. «Будівельник» (Луцьк);
2. «Шанс-Авто» (Ковель);
3. «Надія» (Хорів, Локачинський р-н).

Кубок: «Аперкот» (Ковель).
*** Сезон 2013—2014
1. «Надія» (Хорів, Локачинський р-н);
2. «Волиньагротех» (Луцьк);
3. «Вотранс» (Луцьк).

Кубок: «Надія» (Хорів, Локачинський р-н).
*** Сезон 2014—2015
1. «Надія» (Хорів, Локачинський р-н);
2. «Волиньагротех» (Луцьк);
3. «Аперкот» (Ковель).

Кубок: «Вотранс» (Луцьк).
*** Сезон 2015—2016
1. «Надія» (Хорів);
2. «Аперкот» (Ковель);
3. «Вотранс» (Луцьк).

Кубок: «Володимирівка» (Володимирський р-н).

*** Сезон 2016—2017
Абсолютний чемпіон: «Надія» (Хорів, Локачинський р-н).
Фіналіст: «Вілія» (Боратин, Луцький р-н)
Регулярний чемпіонат:
1. «Вотранс» (Луцьк);
2. ФЦ «Ковель-Волинь» (Ковель);
3. «Волиньагротех» (Луцьк).

Кубок: «Надія» (Хорів).

*** Сезон 2017—2018
Абсолютний чемпіон: ФЦ «Ковель-Волинь» (Ковель).
Фіналіст: «Надія» (Хорів, Локачинський р-н).
Регулярний чемпіонат:
1. ФЦ «Ковель-Волинь» (Ковель);
2. «Надія» (Хорів, Локачинський р-н);
3. «Волиньагротех» (Луцьк).

Кубок: ФЦ «Ковель-Волинь» (Ковель).
*** Сезон 2018—2019
Абсолютний чемпіон: «Вокар» (Ковель).
Фіналіст: «Вотранс» (Луцьк).
Регулярний чемпіонат:
1. «Надія» (Хорів, Локачинський р-н);
2. «Вокар» (Ковель);
3. МФК «Хорів» (Локачинський р-н).

Кубок: ЛСТМ (Луцьк).
*** Сезон 2019—2020

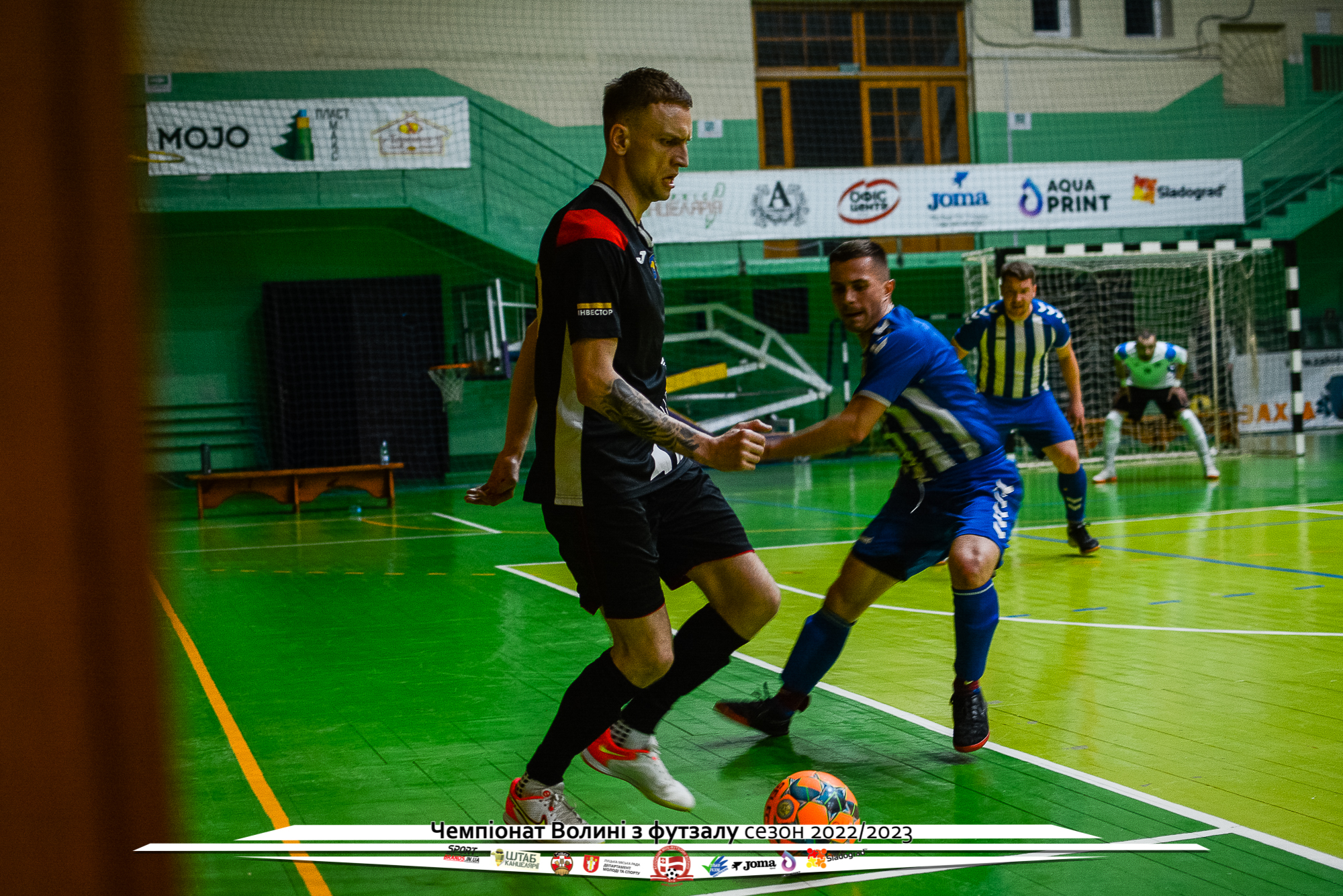

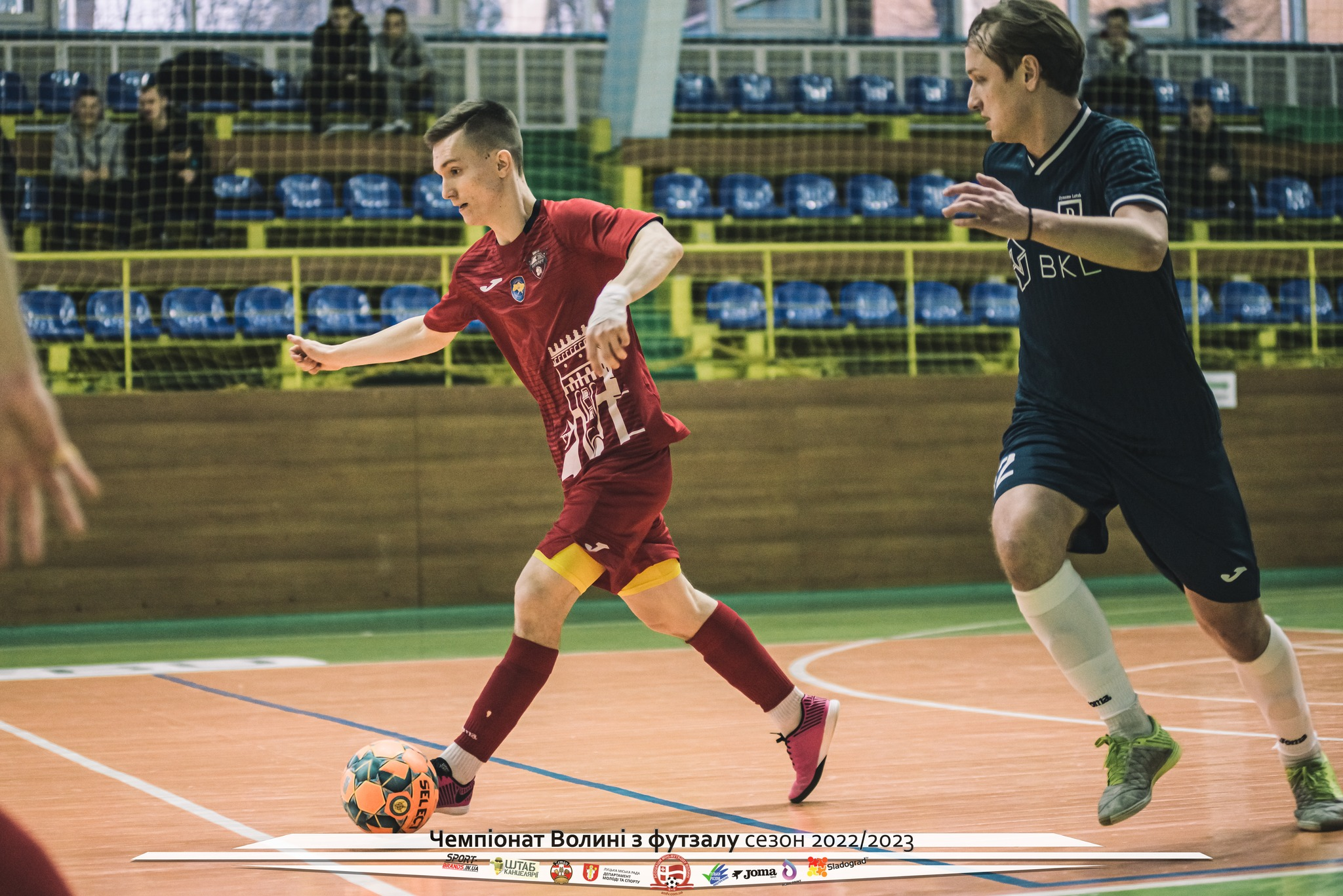

Абсолютний чемпіон: «Любарт» (Луцьк).
Фіналіст: «Надія» (Хорів).
Регулярний чемпіонат:
1. «Надія» (Хорів, Локачинський р-н);
2. «Любарт» (Луцьк);
3. «Вокар» (Ковель).

Кубок: «Надія» (Хорів).
*** Сезон 2020—2021
Абсолютний чемпіон: «Любарт» (Луцьк).
Фіналіст: МФК «Хорів».
Регулярний чемпіонат:
1. «Любарт» (Луцьк);
2. МФК «Хорів» (Локачинський р-н);
3. «Вокар» (Ковель).

Кубок: «Надія» (Хорів).

*** Сезон-2021-2022

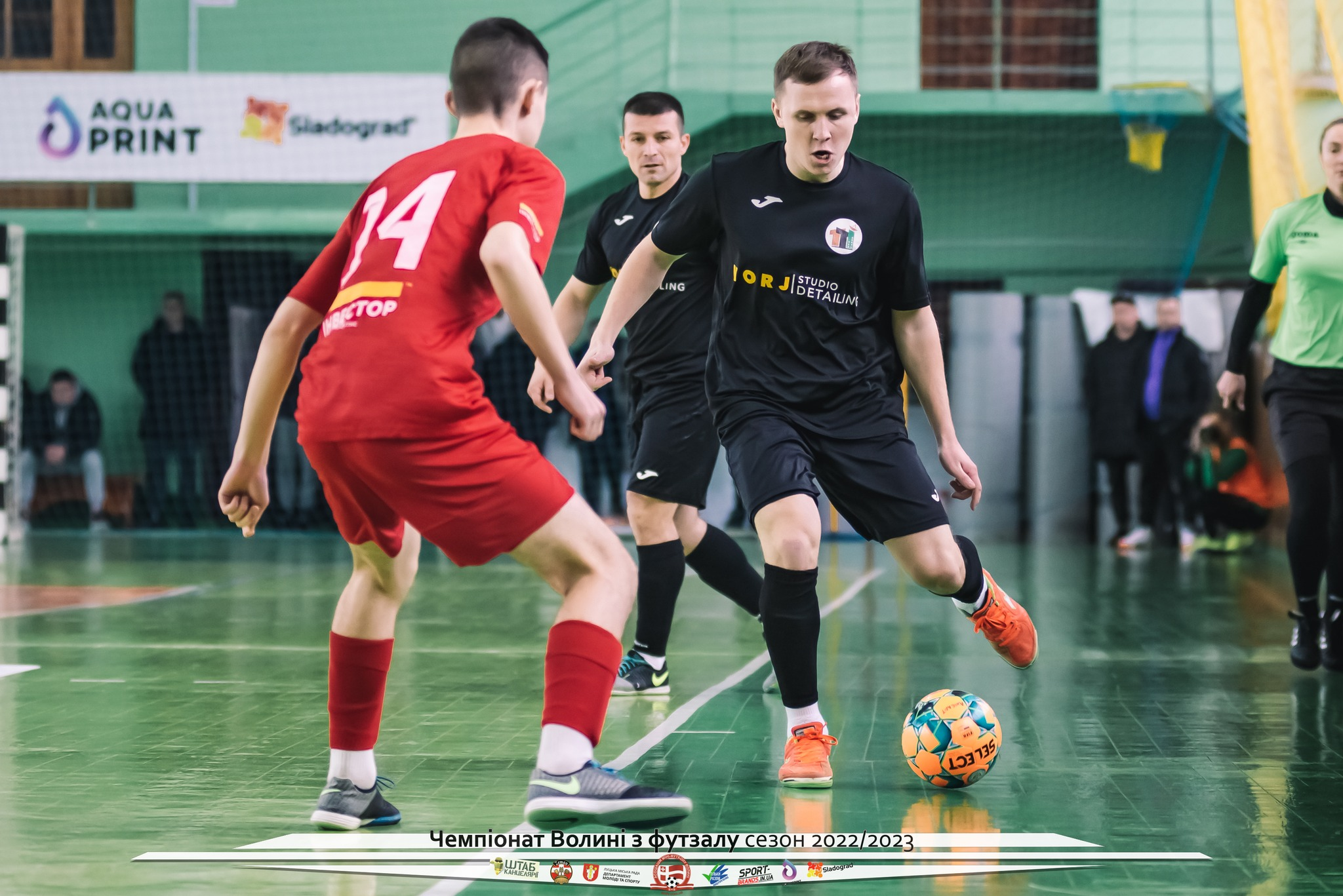

Абсолютний чемпіон: ТТІ Нововолинськ.
Фіналіст: "Надія" (Хорів).
Кубок: "Надія" (Хорів).
Регулярний чемпіонат:
1. ТТІ Нововолинськ;
2. МФК "Хорів";
3. FC Respect.

*** Сезон-2022/23

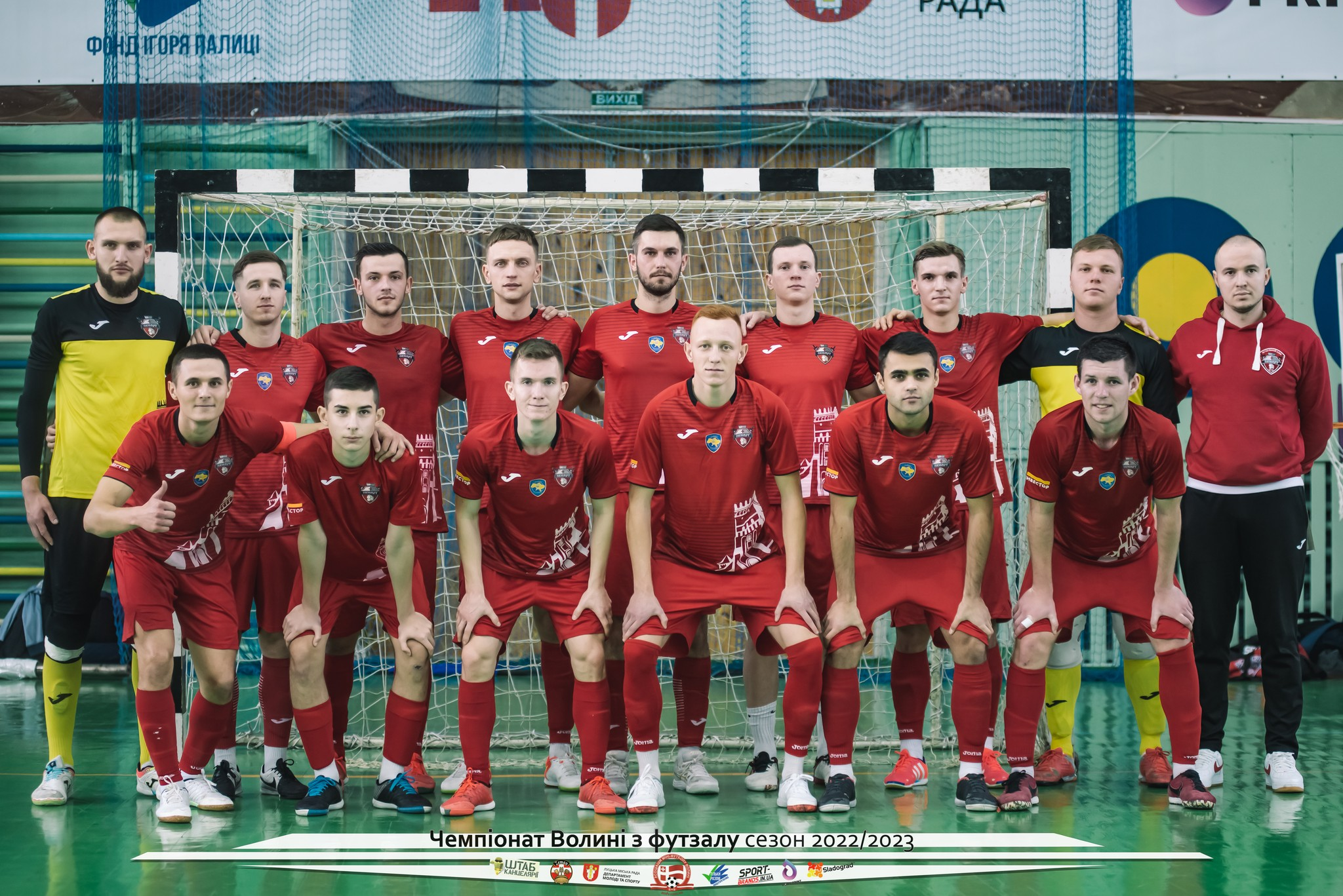

Абсолютний чемпіонат Волині. Суперліга:  
1. "Любарт";
2. "Надія";
3. ТТІ Нововолинськ.

Кубок Волині: "Надія".  